# Белорусская упряжная лошадь
Белорусская упряжная лошадь — порода лошади, принадлежащая к породам лошадей северного лесного типа. На формирование современной популяции большое влияние оказали лошади конных заводов и заводских конюшен, начало создания которых относится к XVII веку.

## Описание
В 1850-х годах на территории Беларуси уже было 22 небольших конных завода и 4 государственные заводские конюшни; в 1870-х годах пользовались известностью заводы: Горы-Горецкий, Марьина Горка, Вишнево, Городки, Любань, Ольшево, Лебедка, Крево, Данюшево и другие. В них содержались 170 племенных жеребцов и более 1300 кобыл. Большое значение в улучшении коневодства имели старейшие заводские конюшни — Яновская, Виленская, Бердовская. В каждой из них использовалось от 45 до 140 жеребцов верховых, упряжных и тяжеловозных пород. Владелец Ольшево Людвиг Александрович Хоминский вывел отдельный подвид породы "Ольшевская упряжная".
В настоящее время является единственной национальной породой Беларуси.
В племенном ядре применялся гомогенный, а в целом по популяции — гетерогенный подбор. Данными подборами закрепляли желательные качества родителей — приспособляемость, долговечность, тип, выносливость. Применяется метод чистопородного разведения по линиям. В данное время выделяют 6 основных линий и 6 семейств.
Совершенствование белорусских упряжных лошадей ведется методом чистопородного разведения по линиям.
На дату регистрации породы существовало 6 линий — Орлика I, Баяна I, Анода I, Лесного Орла, Голубя, Заветного I. Жеребцы этих линий выделяются породностью, крупными и средними упряжными формами, нарядностью и красотой статей.